# Horaga melera
Horaga melera är en fjärilsart som beskrevs av Adalbert Seitz 1926. Horaga melera ingår i släktet Horaga och familjen juvelvingar. Inga underarter finns listade i Catalogue of Life.